# Nascar Craftsman Truck Series
Nascar Craftsman Truck Series, är ett pickupmästerskap arrangerat och sanktionerat av National Association for Stock Car Auto Racing på ovaler i USA. Truckserien är en av tre nationella serier som arrangeras av Nascar, de andra är Nascar Xfinity Series och Nascar Cup Series

## Historia

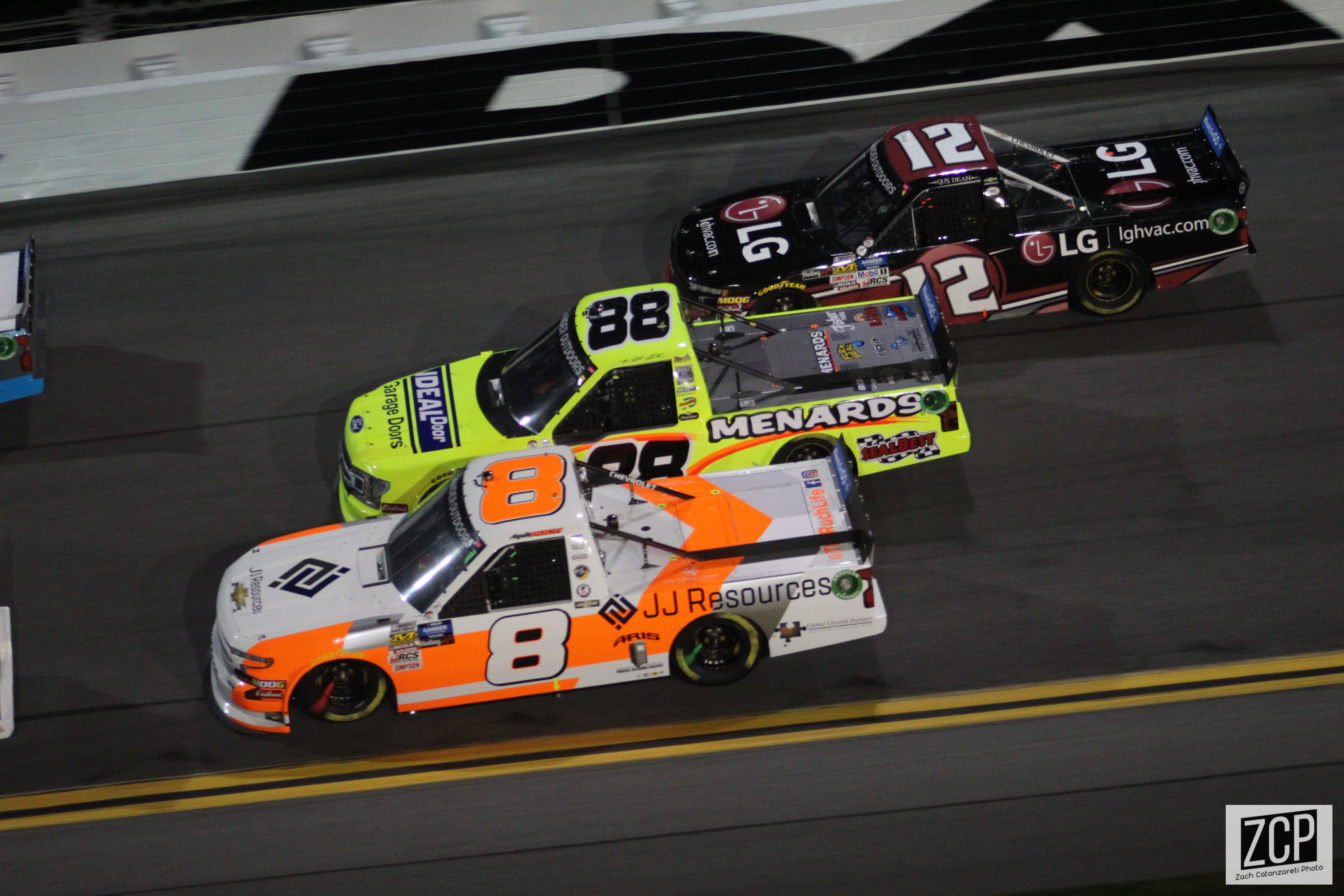
Truck Series-racing på Daytona International Speedway 2019.

Serien inleddes 1995, efter att ett antal offroadracerförare lagt fram ett förslag om att starta en pickupserie för att öka populariteten för den biltypen. Till en början kördes serien mest på shorttracks, men efter några år började man att köra med Nascar Winston Cup Series oftare, samtidigt som däcksbyten och bränslepåfyllning tilläts. Väldigt få Cupstjärnor deltar i serien på reguljär basis, men Kyle Busch är det mest kända undantaget. Han ledde ett tag under 2008 alla tre Nascar-serier, inkluderat Truckserien, men han körde inte alla race hela säsongen och vann till slut ingen titel. Ron Hornaday och Jack Sprague har tre titlar var, vilket gör de till seriens mest framgångsrika förare genom tiderna.

## Tidigare namn
- Nascar Supertruck Series (1995)
- Nascar Craftsman Truck Series (1996-2008 2023-)
- Nascar Camping World Truck Series (2009-2018 2021-2022)
- Gander Outdoors Truck Series (2019)
- Gander RV & Outdoors Truck Series (2020)

## Säsonger och mästare
| Säsong | Mästare        |
| ------ | -------------- |
| 1995   | Mike Skinner   |
| 1996   | Ron Hornaday   |
| 1997   | Jack Sprague   |
| 1998   | Ron Hornaday   |
| 1999   | Jack Sprague   |
| 2000   | Greg Biffle    |
| 2001   | Jack Sprague   |
| 2002   | Mike Bliss     |
| 2003   | Travis Kvapil  |
| 2004   | Bobby Hamilton |
| 2005   | Ted Musgrave   |
| 2006   | Todd Bodine    |
| 2007   | Ron Hornaday   |
| 2008   | Johnny Benson  |